# مشرکی در خانواده پیامبر
مشرکی در خانوادهٔ پیامبر: داستان عاشقانه ابوالعاص و زینب (دختر پیامبر) کتابی از حسن محدّثی و بیژن عبدالکریمی راجع به رابطه عاشقانه ابوالعاص و زینب دختر محمد است.
این کتاب از پرفروش‌ترین کتاب‌های سال ۱۳۹۶ بوده‌است.
این کتاب در سال ۱۴۰۳ با ترجمهٔ برزان محمد به زبان کردی منتشر شد.

## محتوا
ابوالعاص بن ربیع، همسر زینب و داماد پیامبر اسلام بود، اما تا پیش از سال دوم هجری و اسارتش در جنگ بدر و گویا حتی تا سال شش و هفتم هجری علی‌رغم رفتن به مدینه و زندگی با همسرش از مشرکان محسوب می‌شد و بنابراین، مؤلفان او را «مشرکی در خانواده پیامبر» لقب داده‌اند. به گفته مؤلفان، «این داستان نحوه کشمکش میان عشق و ایمان در دل زینب، دختر پیامبر و نیز نحوه رویارویی پیامبر با عشق دخترش به یک مشرک را نشان می‌دهد. این کتاب می‌کوشد تا جایگاه «عشق انسانی» را در روح و احساس پیامبر نشان دهد.»